# Kamtjärnen (Lycksele socken, Lappland)
Kamtjärnen är en sjö i Lycksele kommun i Lappland och ingår i Umeälvens huvudavrinningsområde. Kamtjärnen ligger i Vindelälven Natura 2000-område.